# Người Samari
Người Samari (tiếng Hebrew Samari: ࠔࠠࠌࠝࠓࠩࠉࠌ Šā̊merīm, Shamerim (שַמֶרִים), "Những người canh giữ/coi sóc (Torah)") là một sắc tộc tôn giáo tại vùng Levant có nguồn gốc từ người Israel (hay Hebrew) tại Cận Đông cổ đại.
Người Samari nhìn nhận nguồn gốc của mình từ chi tộc Ephraim và chi tộc Manasseh (dòng dõi hai người con của tổ phụ Giuse) cũng như từ chi tộc Levi, có sự gắn kết với vùng đất Samaria cổ đại. Theo truyền thống Samari, sự chia rẽ giữa họ và người Israel phương Nam ở Judea bắt nguồn từ thời tư tế Eli khi người phương Nam xa lìa với truyền thống của Israel. Trái lại, người Do Thái coi người Samari có gốc gác hoặc bị lai với dân ngoại sau khi vua Assyria xâm chiếm xứ Samaria, và trục xuất người Israel để thay thế bằng các sắc dân khác.
Samari giáo, tôn giáo của người Samari, có liên quan với Do Thái giáo của người Do Thái. Người Samari tin rằng cách thờ phượng của họ, dựa trên Ngũ Thư Samari, là tôn giáo đích thực của Israel cổ đại, được những người còn ở lại Miền đất Israel bảo tồn, trong khi đó Do Thái giáo là tôn giáo dù có liên hệ nhưng đã bị cải biên bởi những người hồi hương sau cuộc lưu đày Babylon. Người Samari tin Núi Garizim là nơi thánh nguyên gốc của Israel khi Joshua dẫn đoàn quân tiến vào Canaan. Nơi được chọn để thờ phượng Thiên Chúa là điều tranh cãi lâu đời giữa hai dân tộc: Núi Sion theo người Do Thái và Núi Garizim theo người Samari.